# Eine Nacht in Venedig (kadrilj)
Eine Nacht in Venedig, op. 416, är en kadrilj av Johann Strauss den yngre. Den framfördes första gången den 4 februari 1884 i Hofburg i Wien.

## Historia
Johann Strauss operett En natt i Venedig hade premiär i Berlin den 3 oktober 1883 och blev ett praktfiasko. I tredje akten, när "Lagunvalsen" sjöngs till texten 'Nacht sind die Katzen ja grau, nachts tönt es zärtlich Miau!' ('om natten är katterna grå, då jama de kärligt mjao'), började berlinpubliken att jama och skrika. Föreställningen fick avbrytas för en stund. Sedan lyckades den märkbart skakade kompositören fortsätta stycket till slut. Strauss och librettisterna fick arbeta snabbt med att ändra om musik och text innan operetten gick upp i Wien sex dagar senare. Där blev föreställningen en stor succé och flera av numren fick tas om. Strauss arrangerade totalt sex separata orkesterstycken från operettens musiknummer, däribland kadriljen med samma namn som operetten, Eine Nacht in Venedig.
Kadriljen framfördes första gången vid en hovbal i slottet Hofburg den 4 februari 1884 dirigerad av Johanns broder Eduard Strauss. Första gången som kadriljen framfördes vid en offentlig konsert var den 17 februari 1884 då Eduard Strauss spelade den som final vid en av sina söndagskonserter i Musikverein.

## Om kadriljen
Speltiden är ca 6 minuter och 10 sekunder plus minus några sekunder beroende på dirigentens musikaliska tolkning.
Kadriljen var ett av sex verk där Strauss återanvände musik från operetten En natt i Venedig:
- Lagunen-Walzer, Vals, Opus 411
- Pappacoda-Polka, Polka-francaise, Opus 412
- So ängstlich sind wir nicht, Schnellpolka, Opus 413
- Die Tauben von San Marco, Polka-francaise, Opus 414
- Annina, Polkamazurka, Opus 415
- Eine Nacht in Venedig, Kadrilj, Opus 402

## Weblänkar
- Eine Nacht in Venedig i Naxos-utgåvan.